# Portezuelo (Chili)
Portezuelo is een gemeente in de Chileense provincie Itata in de regio Ñuble. Portezuelo telde 4.862 inwoners in 2017 en heeft een oppervlakte van 282 km².